# Сифака на Ван дер Декен
Сифаката на Ван дер Декен (Propithecus deckenii) е вид бозайник от семейство Индриеви (Indriidae). Видът е застрашен от изчезване.

## Разпространение
Разпространен е в Мадагаскар.